# Hitna 94
"Hitna 94" je hrvatska dramska televizijska serija autora Mila Grisogona i Ljube Lasija. Serija je sa snimanjem krenula u kolovozu 2008. "Hitna 94" je s emitiranjem krenula 11. rujna 2008. na Novoj TV, u terminu od 22:00 h. Zbog slabe gledanosti, serija je skinuta s programa 6. studenog 2008. nakon 9 epizoda, usprkos tome što je snimljeno 16 epizoda. Preostale epizode prikazane su premijerno na srpskoj televiziji B92. 25. kolovoza 2011. u najavi jesenske sheme objavljeno je da će se preostale epizode serije odemitirati na Doma TV-u, a 1. rujna 2011. potvrđen je i datum početka prikazivanja - od 11. rujna 2011. u udarnom terminu, točno tri godine nakon originalne premijere na Novoj TV.

## Glumačka postava

### Glavna glumačka postava
| Glumac/glumica        | Lik                 |
| --------------------- | ------------------- |
| Jelena Perčin         | Dr. Ivona Zlatar    |
| Hrvoje Barišić        | Tin Posavec         |
| Petra Dugandžić       | Vesna Posavec       |
| Ante Krstulović       | Dr. Bojan Perasović |
| Tena Jeić Gajski      | Dr. Martina Kovač   |
| Ozren Opačić          | Dr. Robert Šibl     |
| Sandra Lončarić       | Dr. Sara Katanić    |
| Vesna Tominac Matačić | Dr. Anita Lončar    |
| Saša Anočić           | Dr. Zoran Šimić     |
| Lucija Šerbedžija     | Jasna Banić         |
| Alen Liverić          | Dr. Tomislav Matić  |